# Oenobotys
Oenobotys is een geslacht van vlinders uit de familie van de grasmotten (Crambidae), uit de onderfamilie van de Pyraustinae. De wetenschappelijke naam van dit geslacht is voor het eerst voorgesteld door Eugene Gordon Munroe in een publicatie uit 1976.

## Soorten
- Oenobotys glirialis (Herrich-Schäffer, 1871)
- Oenobotys invinacealis Ferguson, Hilburn & Wright, 1991
- Oenobotys pantoppidani (Hedemann, 1894)
- Oenobotys texanalis Munroe, Blanchard, 1976
- Oenobotys vinotinctalis (Hampson, 1895)